# Troisième théorie universelle

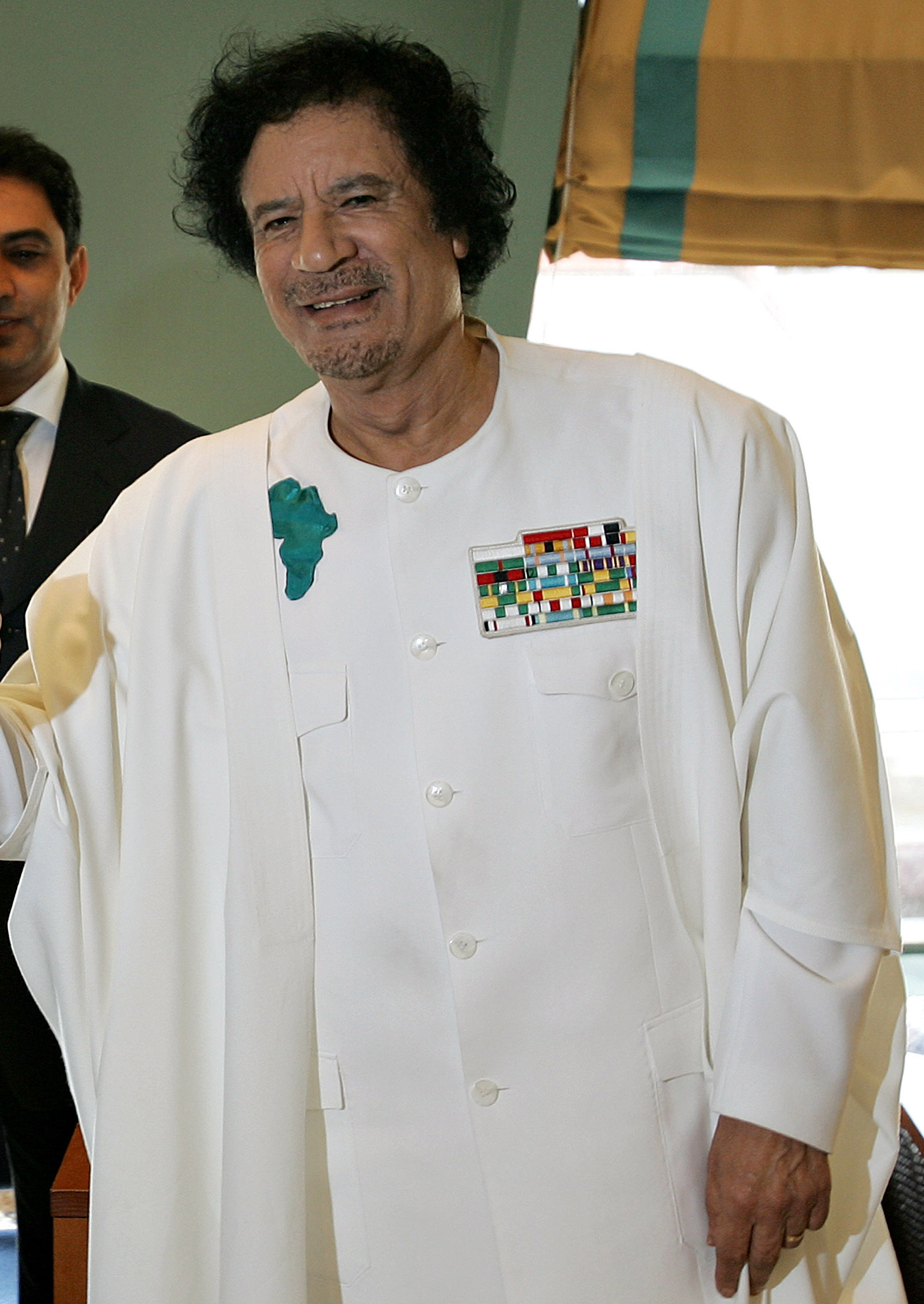
Mouammar Kadhafi en 2006.

La troisième théorie universelle (arabe : نظرية عالمية ثالثة; nom également traduit par « troisième théorie internationale »), surnommée le kadhafisme, est la doctrine politique conçue par Mouammar Kadhafi et exposée dans son ouvrage Le Livre vert, en particulier dans la deuxième partie où il est traité des « fondements économiques de la troisième théorie universelle » et dans la troisième partie, intitulée: Les fondements sociaux de la troisième théorie universelle.
Présentée comme une « troisième voie » constituant l'alternative au capitalisme exploiteur et au communisme totalitaire, la troisième théorie universelle a servi de fondement idéologique au régime de la Jamahiriya arabe libyenne, nom officiel adopté en 1977 par la Libye. Dans cette doctrine, qui aborde des aspects politiques, religieux, culturels et sociaux, Mouammar Kadhafi préconise notamment l'application d'une méthode de gouvernement fondée sur la démocratie directe, où le peuple gouvernerait sans intermédiaires. La troisième théorie universelle est restée l'idéologie officielle de la Libye jusqu'au renversement de Kadhafi lors de la guerre civile de 2011.

## Historique et concepts
Durant les premières années de son régime, Mouammar Kadhafi se réclame principalement du nassérisme, dont il se veut l'héritier authentique après la mort de Nasser et qu'il s'emploie à importer en Libye. Son discours officiel amalgame alors sur le plan doctrinal le socialisme arabe et le socialisme islamique, qu'il considère comme une seule idéologie, commettant d'ailleurs à ce sujet un contresens car le socialisme arabe était conçu par Nasser comme opposé au socialisme islamique des Frères musulmans.
En 1973, Kadhafi est confronté à une situation d'échec, l'appareil d'État et le Conseil de commandement de la révolution se montrant rétifs à son autorité comme à ses impulsions « révolutionnaires », et ses tentatives d'appliquer les idées panarabes en fusionnant la Libye avec d'autres pays ayant tourné court. Le dirigeant libyen décide de passer à la contre-offensive en décrétant une « révolution culturelle » en Libye et en appelant les « masses populaires » à « monter à l'assaut de l'appareil administratif ». Les années suivantes sont employées à dégager des conceptions idéologiques basées sur l'application concrète des idées de Kadhafi et à fournir un corpus doctrinal de son cru au régime qu'il entend bâtir. Dès 1973, il commence à ébaucher sa doctrine en proclamant que « religion et nationalisme sont les deux facteurs qui font l'Histoire ».
À l'automne 1975 paraît la première partie du Livre vert, bref ouvrage (les trois parties totalisant moins d'une centaine de pages) dans lequel Kadhafi expose les fondements de sa théorie personnelle. Les trois tomes du Livre vert s'intitulent respectivement La solution au problème de la démocratie, La solution du problème économique, le socialisme (paru en 1977) et Les fondements sociaux de la troisième théorie universelle (paru en 1979). Dans le premier tome, Kadhafi aborde le problème de la démocratie, qu'il juge corrompue sous sa forme représentative : pour lui, élections, référendums et partis politiques aboutissent à fausser l'expression de la volonté populaire et à une usurpation de sa souveraineté. Or, selon Kadhafi, « la démocratie signifie le pouvoir du peuple et non le pouvoir d'un substitut »; il faut en conséquence « lutter à travers la révolution populaire en vue d'éliminer ces instruments de la monopolisation de la démocratie et de la souveraineté que sont les assemblées parlementaires ». La troisième théorie universelle propose donc « une expérience réaliste de la démocratie directe » et préconise le gouvernement par le biais de congrès populaires et de comités populaires qui assurent la représentation directe de la volonté du peuple. Pour Kadhafi, cette conception de la démocratie est la seule valable et « il n'existe absolument aucune autre conception d'une réelle société démocratique en dehors de la troisième théorie universelle ». La première partie de la théorie kadhafiste n'aborde cependant pas certains aspects cruciaux comme le rôle de la monnaie ou l'usage de la violence par le gouvernement; le premier volume du Livre vert s'achève en outre par une phrase contredisant apparemment le reste de l'ouvrage, selon laquelle « Telle est la démocratie véritable d'un point de vue théorique, mais dans la pratique, ce sont toujours les plus forts qui gouvernent ».
Les aspects économiques de la troisième théorie universelle, abordés dans le second volume du Livre vert, préconisent l'application du socialisme, conçu par Kadhafi comme un « socialisme naturel » fondé sur l'égalité des facteurs de production et assurant une répartition « à peu près équitable » des produits de la nature. Pour Kadhafi, le salariat, est assimilable à l'esclavage, doit être aboli : chaque travailleur doit donc être propriétaire de son instrument de travail, de son logement et de ses moyens de transport, cette propriété privée garantie coexistant avec la « propriété socialiste » dans laquelle les producteurs sont associés, les personnes travaillant dans une entreprise devant en être toutes copropriétaires selon un principe d'autogestion. Le stade ultime de la réalisation du socialisme sera donc la disparition du profit et de la monnaie. L'application de la doctrine économique kadhafiste a abouti à l'interdiction en Libye des professions libérales et du petit commerce, et à la prise en main des entreprises par des « comités élus ». Les idées de Kadhafi en matière économique ont pu être comparées à une certaine forme de « socialisme utopique ».

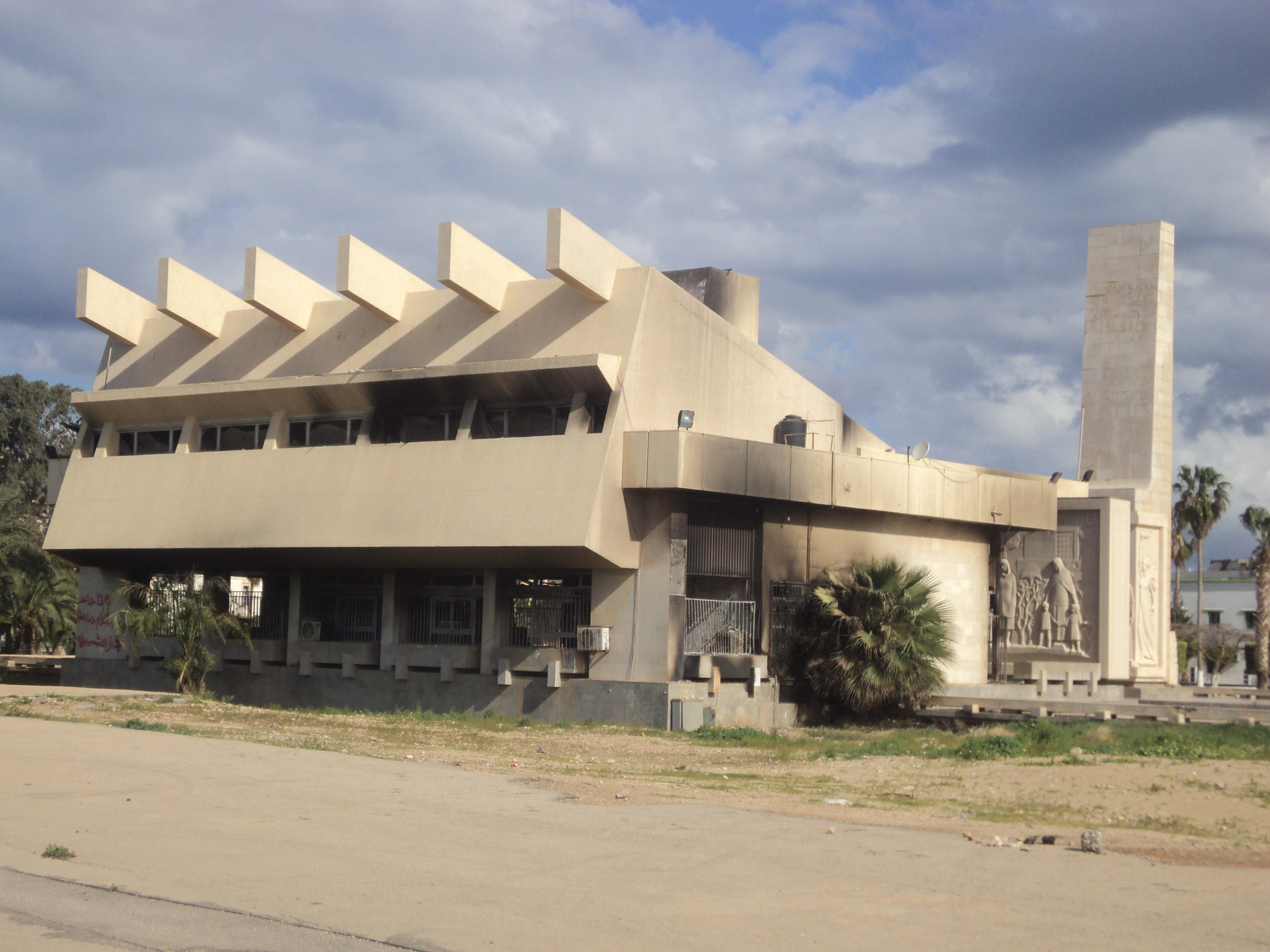
Centre du Livre vert à Benghazi.

Les aspects sociaux de la troisième théorie universelle, exposés dans le troisième et dernier volume du Livre vert, consistent pour l'essentiel en une étude du rôle des individus dans une société islamique et des structures de la famille, de la tribu et de la nation. L'idéologie est à la fois religieuse et nationaliste, l'État-nation étant considéré comme « la seule formule politique qui soit en harmonie avec la structure sociale naturelle ». Pour Kadhafi, « Seul le facteur religieux peut agir autant sur l'unité d'une communauté, car s'il peut diviser la communauté nationale il peut également réunir des groupes de nationalités différentes. (...) La règle juste veut que chaque nation ait sa religion: c'est le contraire qui est anormal. De cette anomalie naît une situation malsaine, origine de graves différends au sein de la communauté nationale. La seule solution consiste à être en harmonie avec la règle naturelle, à savoir: à chaque nation sa religion, de telle sorte que le facteur social coïncide avec le facteur religieux. Ainsi la vie des groupes se stabilise, se renforce et se développe sainement. » Dans l'optique de la théorie kadhafiste, la famille tient un rôle essentiel (« Une société heureuse est une société dans laquelle l'individu se développe naturellement au sein de la famille »), de même que la tribu « qui constitue une grande famille » et qui a l'avantage d'« exercer sa vigilance sur tous ses membres » tout en constituant « un "parapluie" social naturel assurant la sécurité dans la société ». Sur le plan social, la troisième théorie universelle postule l'égalité de la femme et de l'homme, mais tempère cette égalité de principe en insistant sur les différences biologiques entre les sexes, en vertu desquelles les hommes et les femmes ne sauraient accomplir les mêmes tâches; Kadhafi condamne par ailleurs l'interruption volontaire de grossesse et s'oppose aux crèches : celles-ci devraient, selon lui, être réservées aux orphelins car les enfants devraient être, pour leur équilibre, élevés exclusivement par leurs mères et au sein de leurs familles.
En mars 1977, Kadhafi met en application le mode de gouvernement préconisé dans la première partie de son Livre vert, rebaptisant la République arabe libyenne du nom de Jamahiriya arabe libyenne populaire et socialiste (Jamahiriya étant un néologisme traduisible par « État des masses », et soulignant le mode de gouvernement par démocratie directe). La troisième théorie universelle, en qualité de doctrine politique, économique et sociale officielle de la Jamahiriya, fait ensuite l'objet de nombreux commentaires laudatifs en Libye sous le régime de Kadhafi, des centres culturels se chargeant de diffuser la pensée du « Guide de la révolution » auprès de la population. Le Livre vert a été traduit en de nombreuses langues et diffusé à des millions d'exemplaires pour diffuser la pensée jamahiriyenne. L'organisation de la Mathaba, fondée en 1980, a pour tâche jusqu'à sa dissolution en 1992 non seulement de soutenir des mouvements de guérilla dans le monde entier, mais également d'exporter la doctrine kadhafiste. Des colloques, dont les actes sont réunis en plusieurs volumes, sont organisés en Libye pour commenter le Livre vert et, en 2009, le Congrès général du peuple fonde l'« Association internationale des partisans du Livre vert », destinée à prôner les valeurs intellectuelles et les principes humanitaires de la troisième théorie universelle à l'échelle internationale. En Occident, la doctrine kadhafiste n'a jamais attiré un large public, son audience se limitant à des groupes très minoritaires comme à droite avec le Parti communautaire national-européen et le groupe « nationaliste révolutionnaire » belge, ou à  gauche avec le Pôle de renaissance communiste en France (PRCF) et l'Association nationale des communistes (ANC), qui anime un « Mouvement européen pour la démocratie directe » se réclamant des idées jamahiriyennes.
Dans la pratique, l'idéologie kadhafiste aboutit à la mise en place d'un régime politique où toutes les décisions importantes sont prises par Kadhafi et son entourage proche, selon une logique dictatoriale. Le système de gouvernement mis en place par Kadhafi s'avère totalement arbitraire, tant sur le plan politique que social, et l'application des principes kadhafistes ne permettent en rien d'instaurer un système économique stable et cohérent, en adéquation avec les théories du « Guide ». De nombreuses réformes, notamment un certain retour à la libéralisation économique, viennent avec le temps contredire les orientations idéologiques de départ. En 2010, Saïf al-Islam Kadhafi, fils de Mouammar Kadhafi et partisan d'une réforme du système, se permet de critiquer les erreurs commises du fait d'une lecture « figée » de la théorie du Livre vert.
En 2011, au début de la révolte contre Kadhafi, les exemplaires du Livre vert sont brûlés publiquement à Benghazi, principal fief des insurgés.